# عباس بن علی
ابوالفضل عباس بن علی بن ابی‌طالب هاشمی قریشی (عربی: أَبُو الْفَضْلِ العَبَّاسُ بْنُ عَلِيِّ بْنِ أَبِي طَالِبٍ بْنُ عَبْدِ المُطَّلِبِ الْهَاشِمِيُّ القُرَشِيُّ؛ ۴ شعبان ۲۶ ه‍.ق – ۱۰ محرم ۶۱ ه‍.ق) مشهور به قمر بنی‌هاشم، پسر علی و ام‌البنین و برادر ناتنی کوچک‌تر حسین بن علی بود. شهرت و محبوبیت او نزد مسلمانان به ویژه شیعیان بیشتر به خاطر شجاعت و وفاداریش نسبت به حسین بن علی در نبرد کربلا است. عباس بن علی در دهم محرم، معروف به روز عاشورا در جریان نبرد کربلا کشته شد. آرامگاه منسوب به عباس در کربلا برسرراه غاضریه در موضع رزمگاه نبرد کربلا است، هرچند گفته شده سر او را مانند دیگر کشتگان کربلا نزد یزید بردند.
کشته‌شدن قهرمانانهٔ عباس در نبرد کربلا باعث ایجاد شخصیتی افسانه‌وار در میان شیعه و سنی گشته که کشف حقیقت تاریخی را کاری بسیار سخت کرده‌است. مشکل اصلی از آنجا ناشی می‌شود که منابع اصلی وقایع کربلا—طبری و بلاذری—اشاره‌ای به جزئیات مرگ عباس نکرده‌اند. روند تکامل اولیهٔ این داستان را نمی‌توان به روشنی مشخص کرد، ولی لقب «سقا» در کتاب الاختصاص شیخ مفید اولین بار دیده شده‌است. داستان‌های بعدی که دربارهٔ نحوهٔ کشته شدن عباس شکل گرفتند را می‌توان به محافل فُتُوّت در اواخر دورهٔ خلافت عباسی نسبت داد. شخصیت نیمه افسانه‌ای عباس حاصل ترکیب مجموعه داستان‌ها و حماسه‌های مختلفی بوده‌است. داستان مرگ او در زمان آوردن آب از رود فرات جهت رفع تشنگی اهل بیت اولین بار در اثری از ابن طوس طوسی پدیدار شده‌است. مراسم یادبود کشته شدن وی در روز نهم محرم (تاسوعا) برگزار می‌شود.
در یادگار زریران، سوگنامه‌ای از عهد اشکانی در ایران، گرامی‌کرد پسر جاماسپ در حین نبرد دست‌هایش قطع می‌شود و درفش کاویانی را به دندان می‌گیرد که روایت کتب مقتل از دست‌های قطع‌شدهٔ عباس بن علی و گرفتن مشک آب توسط او تداعی می‌شود. رفتار شمر در داستان کربلا هم بی شباهت به بیدرفش جادو در یادگار زریران نیست. به‌نظر می‌آید که بعید نباشد روایت‌های حماسی-دینی این سوگنامه در مایه‌ور ساختنِ ذهنِ تعزیه‌خوانان و نویسندگانِ کتاب‌هایِ روضة الشهدا و تصویرگران تراژدی کربلا مؤثر افتاده باشد.

## زندگی
کنیه‌اش ابوالفضل است و به او القاب دیگر مانند «قمر بنی هاشم»، «سقای کربلا»، «علمدار حسین» و قمر منیر بنی هاشم و غیره نیز داده‌اند. طبق روایات شیعه او جوانی دلاور، زیبا و بلند قد بوده‌است، در جنگ‌های صفین و نهروان در کنار پدرش علی بن ابی‌طالب جنگیده‌است و او یکی از چند نفری است که در بین شیعیان به باب‌الحوایج معروفند.
او سه برادر تنی به نام‌های جعفر، عبدالله و عثمان داشت که همگی آنان در روز عاشورا سال ۶۱ قمری در کربلا کشته شدند. او با لبابه دختر عبیدالله بن عباس ازدواج کرد و دارای چهار پسر به نام‌های عبیدالله، فضل، حسن، قاسم و یک دختر شد. در خصوص تعداد فرزندان او اختلاف نظر وجود دارد.

## شخصیت
کشته‌شدن قهرمانانه عباس در نبرد کربلا باعث ایجاد شخصیتی افسانه‌وار در میان شیعه و سنی گشته که کشف حقیقت تاریخی را کاری بسیار سخت کرده‌است. مشکل اصلی در آنجاست که طبری و بلاذری، منابع اولیه نبرد کربلا، جزئیات کشته‌شدن او را در کربلا ذکر نکرده‌اند. شیخ مفید در کتاب الاختصاص عباس بن علی را با صفت «سقا» به معنی آب‌دهنده توصیف می‌کند. گفته‌شده‌است که عباس بن علی شجاعت و شهامت را از پدرش علی بن ابی‌طالب به ارث برده بود و اندامی زیبا و عضلاتی قدرتمند داشته که به  برای جنگاوران آن دوران شرط اولیه بوده و اتفاقی عجیب نیست . در جنگ‌ها همیشه او عَلَمِ را با خود حمل می‌کرد و به همین دلیل به «علم‌دار» مشهور بود.

## نبرد کربلا

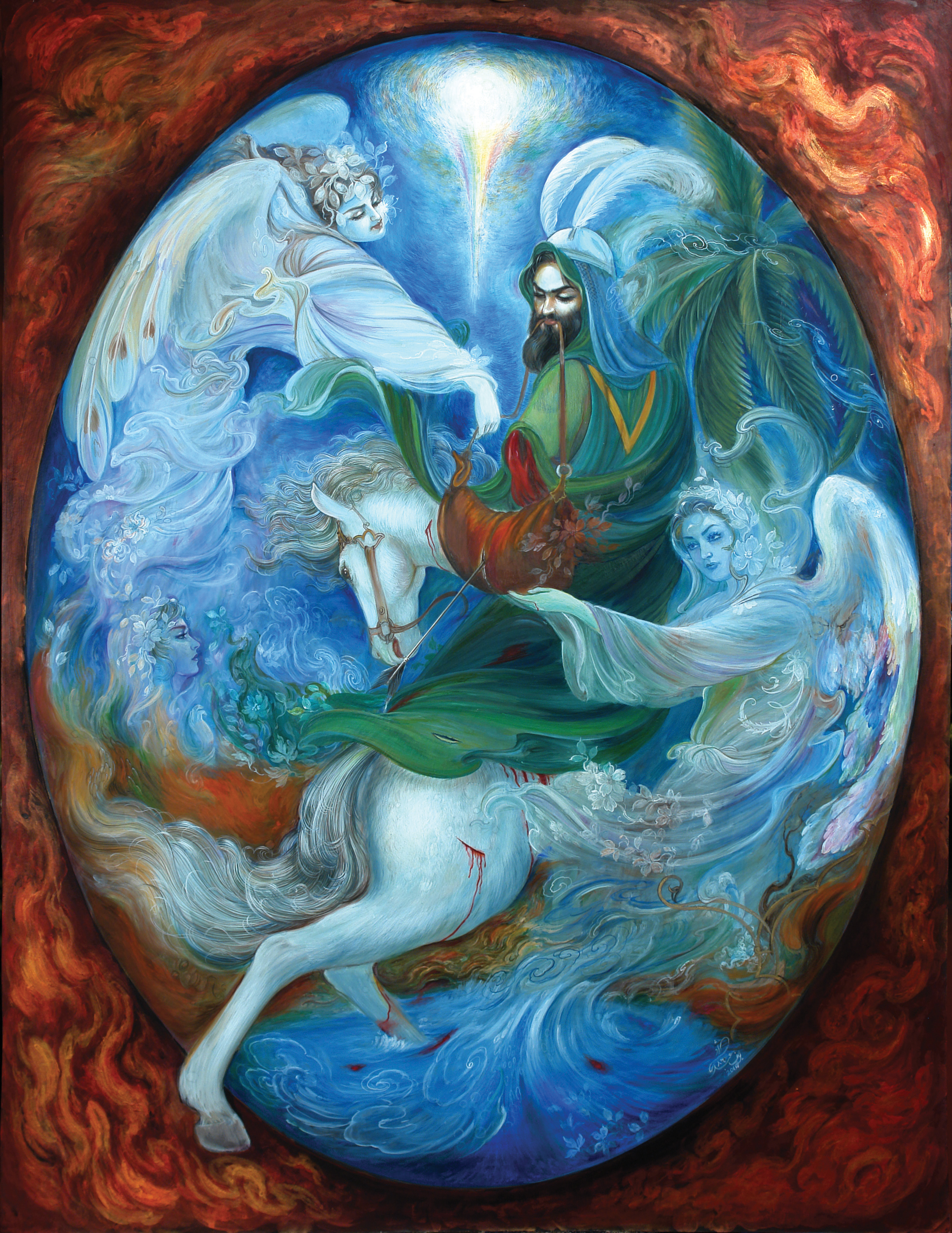
عباس بن علی (ابالفضل العباس) کنار نهر فرات - نقاش: یوسف عبدی نژاد

طبق تعزیه‌نامه «شمر و عباس» اثر میر عزا کاشانی، در کربلا شمر با دیگر سرداران مشورتی دربارهٔ جنگ فردا با حسین بن علی می‌کند. تصمیم می‌گیرند که عباس را بفریبند و به سوی خود جلب کنند. شمر به این مأموریت می‌رود ولی وعده‌های او برای فریفتن عباس مؤثر واقع نمی‌شود و بازمی‌گردد.
سید بن طاووس از ابو مخنف نقل می‌کند که در عصر عاشورا، عباس در پی یافتن آب برای اهل‌بیت با دشمنان زیادی جنگید. پس از قطع شدن دست راست و سپس دست چپش، مشک آب را بر دهان گرفت و به نبرد ادامه داد تا اینکه توسط زید بن ورقاء حنفی و حکیم بن طفیل سنانی کشته‌شد. حسین واعظ کاشفی در روضةالشهدا او را شصت و هشتمین کشته کربلا می‌داند. برادر زاده ام‌البنین به نام عبدالله بن ابی محل بن حظام برای عباس امان‌نامه‌ای از سوی ابن زیاد آورد که ردش کرد.
شیخ مفید می‌نویسد: عباس به همراه حسین بن علی برای آوردن آب به سمت فرات رفتند ولی سپاه عمر بن سعد مانع شدند. سپس او را محاصره و از حسین جدا کردند. عباس به تنهایی می‌جنگید تا بر زمین افتاد. در این هنگام او به دلیل زخم‌هایش نتوانست حرکت کند و زید و حکیم او را کشتند. بلاذری حرمله را قاتل عباس می‌داند و حکیم را کسی می‌داند که لباس عباس را از بدنش جدا کرد. او در زمان کشته‌شدن ۳۴ سال داشت.

## آرامگاه
آرامگاه او در شمال شرقی آرامگاه حسین بن علی در کربلا قرار دارد و شیعیان مابین آرامگاه او و حسین بن علی را بین الحرمین می‌نامند. توسعه و بازسازی حرم وی در زمان شاه طهماسب صفوی و سپس نادر شاه صورت گرفت. پس از حمله وهابیون به کربلا مجدداً توسط فتحعلی شاه بازسازی گردید.

## در آثار هنری
به عنوان یکی از شخصیت‌های محوری حاضر در کربلا، عباس بن علی به‌طور گسترده‌ای در مراسم عزاداری محرم گرامی داشته می‌شود. در مراسم تعزیه، در شب عاشورا یک دور کامل به زندگی و اعمال او از ولادت تا مرگ اختصاص دارد. تمثال عباس بن علی به صورت جنگجویی سوار بر اسبش در بسیاری از آثار چوبی، قلمکار، پرده‌داری و غیره کشیده‌می‌شود. یاد عباس، علاوه بر ایران در نقاط دیگر مانند جمهوری آذربایجان، شبه قاره هند و هرجایی که مراسم عاشورا برپا باشد گرامی‌داشته می‌شود. علی ربانی خلخالی می‌نویسد: عباس بن علی نزد شیعیان و حتی بسیاری از سایر پیروان ادیان، شخصیتی معنوی و بسیار ممتاز شمرده می‌شود و از احترام بسیاری برخوردار است.
«ماه به روایت آه» نوشته ابوالفضل زرویی نصرآباد عنوان کتابی است که زندگانی و شخصیت عباس بن علی را بیان می‌کند. نویسنده در این کتاب کوشیده تا از زبان دوازده راوی، ناگفته‌هایی از قبل و بعد از کشته شدن بیرقدار کربلا را با امانتداری، پایبندی به مستندهای تاریخی و روایی و پرهیز از اغراق، بیان کند. این نویسنده که به عنوان برگزیده جایزه ادبی کتاب سال عاشورا معرفی شده بود، با نگارش یادداشتی جایزه تندیس برترین اثر را به سید مهدی شجاعی تقدیم کرد.

## القاب
قمر بنی هاشم معروف‌ترین لقب وی می‌باشد. به او بعدها القاب دیگری مانند علمدار، سقای کربلا و باب‌الحوایج نیز داده شد.

## نگارخانه

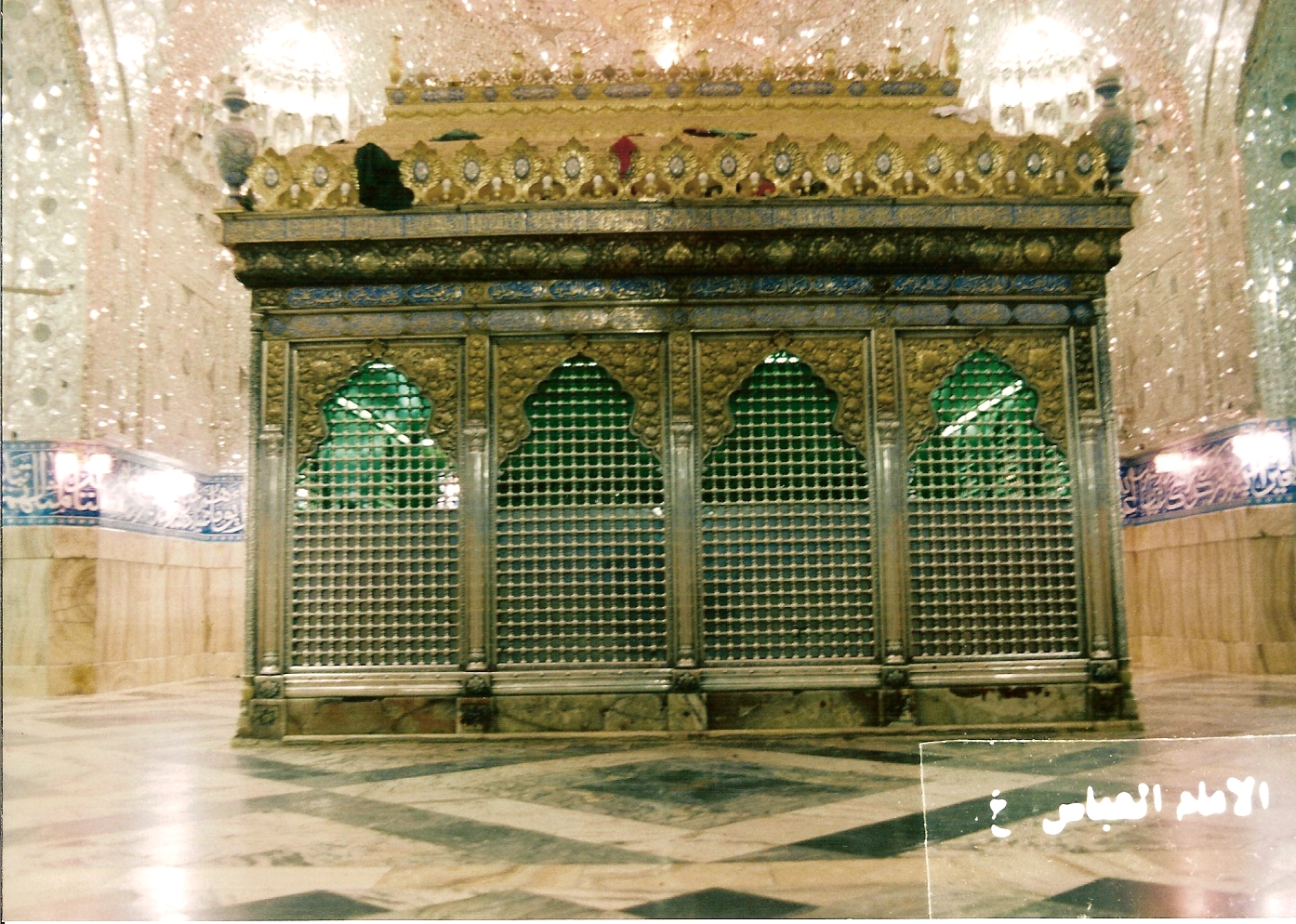
ضریح عباس بن علی، کربلا
گنبد حرم عباس بن علی در کربلا
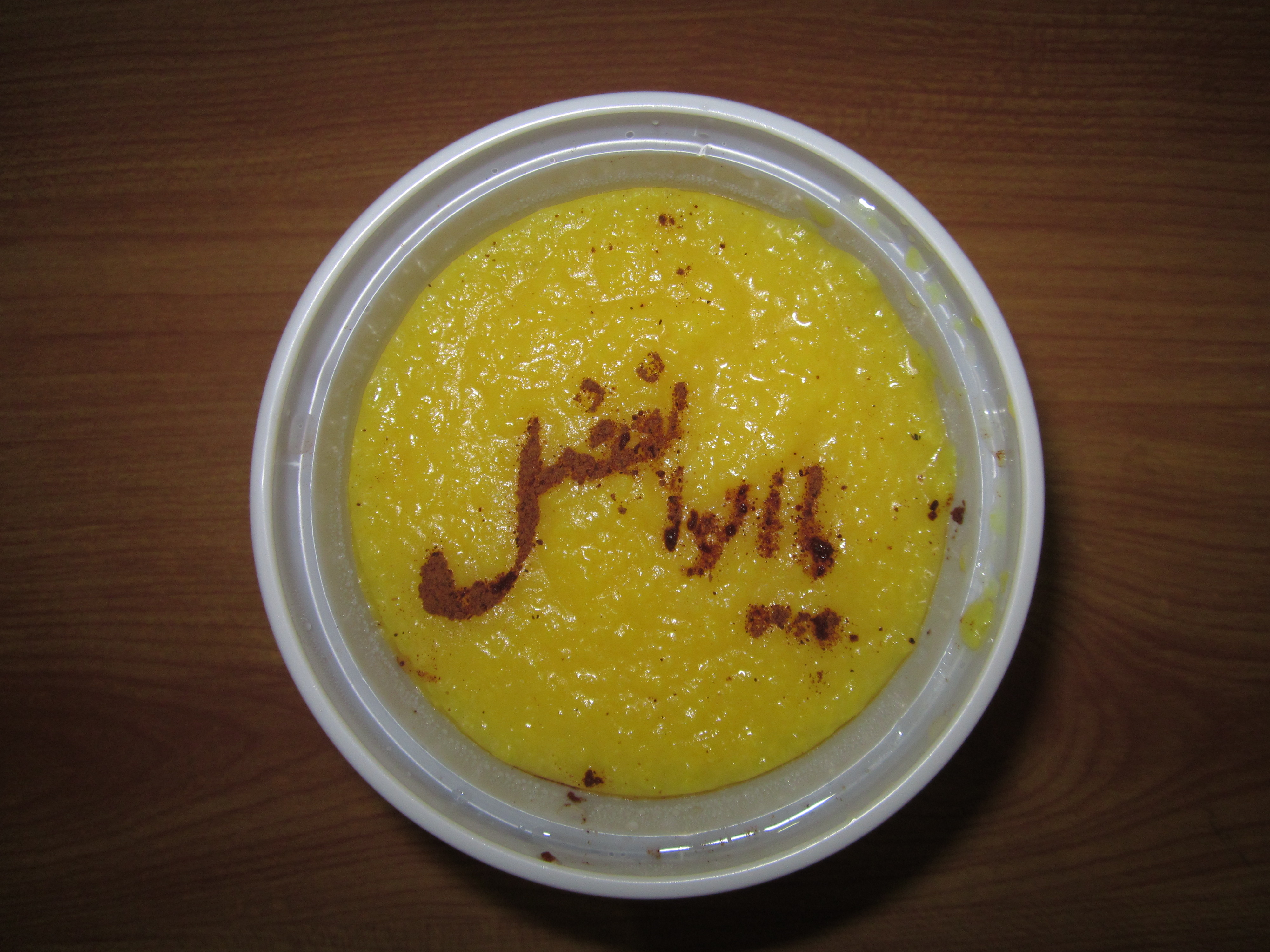
لقب عباس بن علی (ابوالفضل) که با دارچین آسیاب شده بر روی غذای سنتی ایرانی موسوم به شله‌زرد نوشته شده‌است. این نوع اسم‌نویسی را بر روی غذاهای نذری انجام می‌دهند.
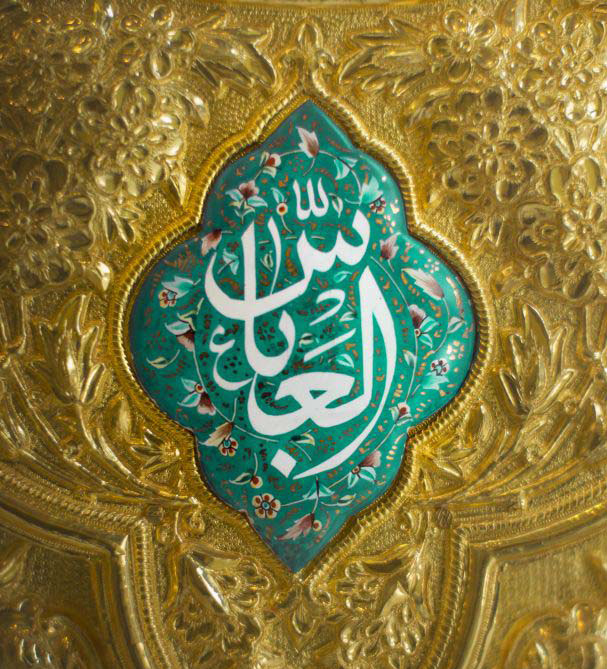
نام عباس بر در حرم عباس
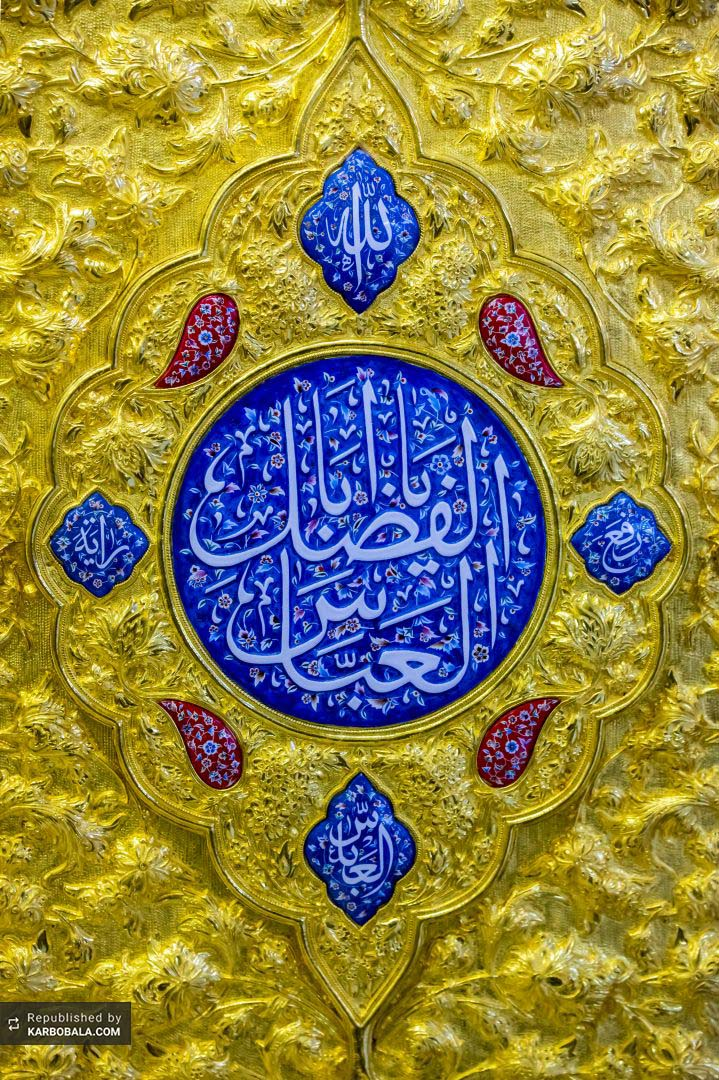
نام عباس بن علی بر در حرم  عباس